# 막스 클링거

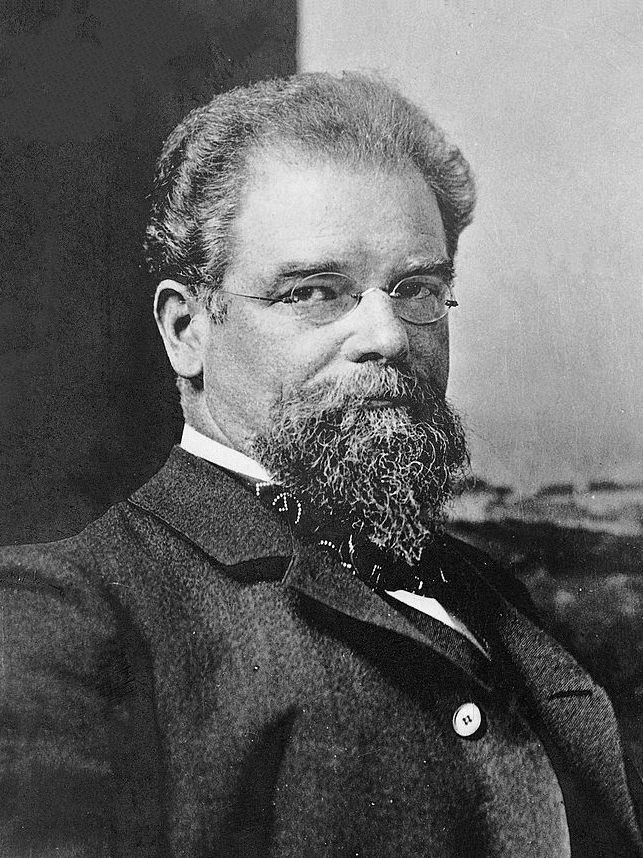

막스 클링거(Max Klinger, 1857년∼1920년)은 독일의 조각가이다.

## 생애
그는 처음에는 판화를, 다음에는 화가로서 활약하고 다시 조각이 그의 본령(本領)임을 깨닫고 조각에 몰두하였다. 판화에는 월등한 재능을 가지고 있었으며 회화도 대담한 작품이 있고, 그는 로마에서 수학할 때에 버클린과 교분을 맺고 있다. 조각에서는 회화적인 효과를 고안하여 관능적인 <살로메>를 제작한 외에 대표작인 <베토벤 좌상(坐像)>에서는 대리석에 상아(象牙)·청동 기타의 재료를 병용하여, 복잡한 매력을 보여주고 있다. 그는 이색적인 작가 중의 한 사람으로서, 조각은 번거로울 정도의 열정을 내재(內在)시키며, 또 한편으로는 자유로운 사실을 통해 니체와 기타의 인물에 대한 뛰어난 흉상(胸像)을 남기고 있다.